# Nguyễn Phan Hách
Nguyễn Phan Hách 1944–2019 là một nhà thơ, nhà văn Việt Nam.

## Tiểu sử
Nguyễn Phan Hách sinh ngày 13 tháng 1 năm 1944 tại huyện Thuận Thành, tỉnh Bắc Ninh.
Ông phát hiện mắc trọng bệnh từ tháng 4 năm 2018. Ông mất ngày 21 tháng 4 năm 2019 tại Hà Nội.

## Sự nghiệp
Sau khi tốt nghiệp sư phạm, Nguyễn Phan Hách đi dạy học một thời gian rồi về Ty Văn hoá Hà Bắc làm cán bộ sưu tầm nghiên cứu văn hoá dân gian. Sau đó, ông về làm biên tập viên tuần báo Văn nghệ. Năm 1977, ông làm cán bộ biên tập ở Nhà xuất bản, sau đó làm giám đốc Nhà xuất bản Hội nhà văn thuộc Hội nhà văn Việt Nam Từ năm 2008, ông làm Tổng biên tập Nhà xuất bản Dân trí.
Truyện ngắn đầu tiên được in trên báo Văn nghệ năm 1958 (lúc đang học lớp 5).

## Tác phẩm
- Người quen của em (1981)
- Gương mặt (1997)
- Vườn hoa cổng ô (1974)
- Tổ chim sẻ (1978)
- Sau những cách xa (1984)
- Quà tặng của thiên nhiên (1985)
- Khớp ngựa ô (1987)
- Vị đắng trên môi (1988)
- Hoa hoàng lan (1995)
- Tan mây (1983)
- Mê cung (1990)
- Người đàn bà buồn (1994)
- Tình đùa
- Tiểu thuyết Cuồng Phong
- Làng Quan Họ quê tôi ( của Nguyễn Trọng Tạo )
- Hoa sữa
- Đường đi Sa Pa
- Một miền đất nước (1978)
- Kì diệu rừng xanh
- Tiếng Việt mến yêu
- Cô gái đầm sen

## Giải thưởng
Ông đã từng nhận giải thưởng do tuần báo Văn nghệ tổ chức thi các năm 1969 và 1974. Giải thưởng truyện rất ngắn của tạp chí Thế giới mới năm 1994.